# دهانه فون کارمان

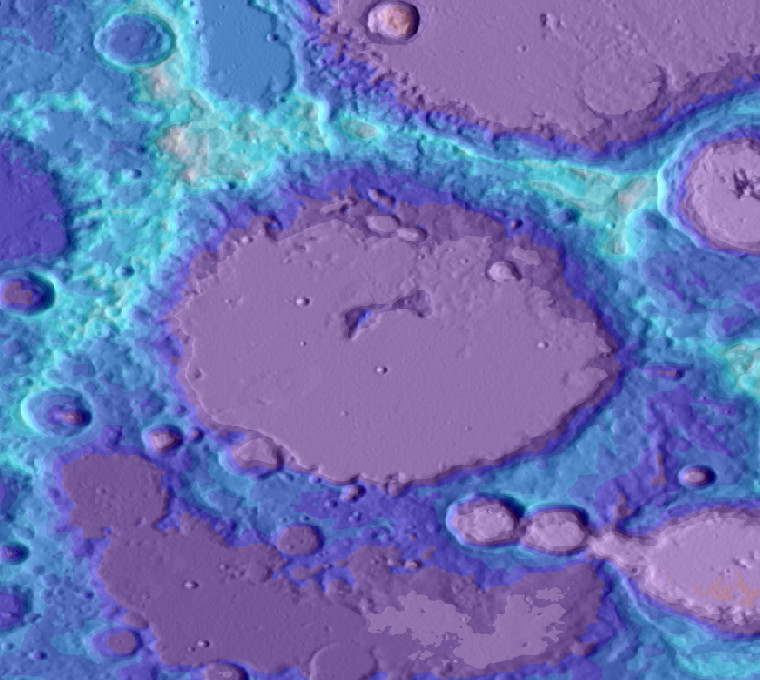
نقشه ی توپوگرافی برجسته سایه دهانه فون کارمان.

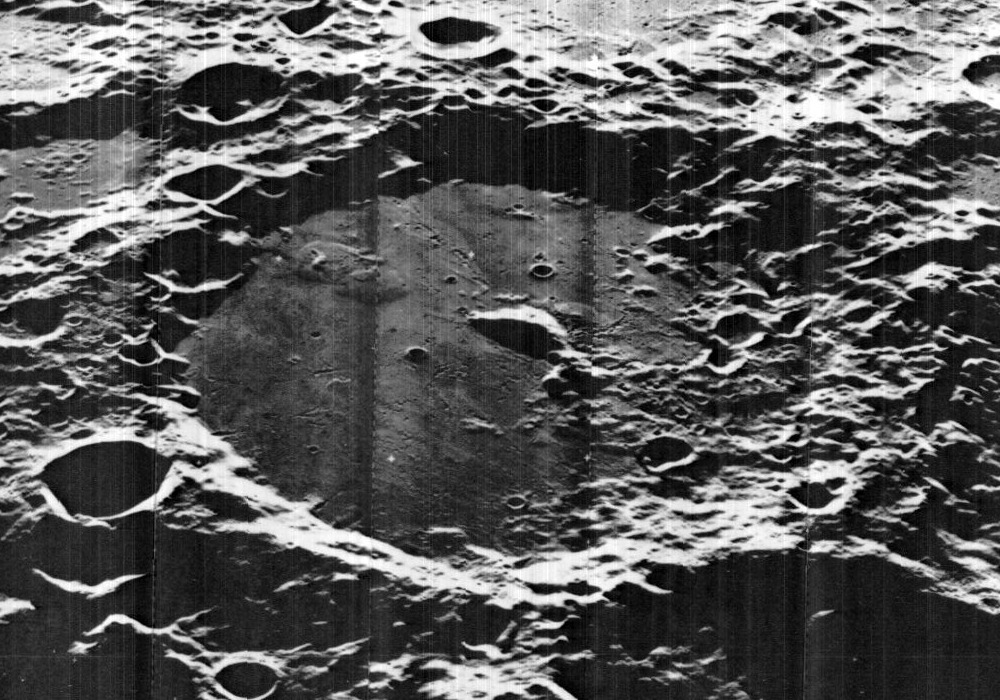
Oblique Lunar Orbiter 5 image, looking west; north sector of crater buried by Leibnitz ejecta

دهانه فون کارمان (به انگلیسی: Von Kármán) یک دهانهٔ برخوردی بزرگ در ماه است که در نیم‌کره جنوبی و در سمت دور ماه واقع شده‌است. قطر این دهانه حدود ۱۸۰ کیلومتر (۱۱۰ مایل) است و در داخل دهانهٔ برخوردی شدید معروف به حوضه قطب جنوب - ایتکن با قطر تقریبی ۲۵۰۰ کیلومتر (۱۶۰۰ مایل) و عمق ۱۳ کیلومتر (۸٫۱ مایل) قرار دارد. فون کارمن محل نخستین فرود نرم در سمت پنهان ماه توسط فضاپیمای چینی Chang'e 4 در تاریخ ۳ ژانویه ۲۰۱۹ بوده‌است.